# Husaren-Kaserne (Sontra)
Die Husaren-Kaserne ist eine ehemalige Kaserne südlich von Sontra. Sie umfasste eine Fläche von 20,5 Hektar. Sie wurde in den Jahren 1960 bis 1961 errichtet. Über 1.000 Soldaten waren hier stationiert.
Das Kasernengelände wurde teilweise terrassenförmig angelegt und teilte sich in einen Unterkunftsbereich sowie einen technischen Bereich. Den Mittelpunkt des Unterkunftsbereiches bildete das Wirtschaftsgebäude, um das die Kompanie- und Stabsgebäude gruppiert waren. Die Kompaniegebäude wurden in Klinkerbauweise ein- bis dreigeschossig errichtet. Sie stammen aus den frühen 1970er Jahren. Unter bzw. neben den Gebäuden befinden sich teilweise Luftschutzbunker.
Zum Standort gehörten der Standortübungsplatz, die Standortschießanlage 442/1, die Übungsschießanlage Fliegerabwehr aller Truppen 442/2, die Standortmunitionsniederlage 442/3, die Standortfernmeldeanlage 415/133 und die Fernmeldeanlage Bundeswehr 401/127. Von 1962 bis 1991 befand sich hier auch die Standortverwaltung Sontra. Zur medizinischen Versorgung war die Zahnarztgruppe 405/5 in der Kaserne beheimatet und der Sanitätsbereich 44/5 mit Material ausgestattet.

## Stationierungsgeschichte
Das am 1. Juli 1956 in Neu Tramm bei Dannenberg (Elbe) aus der Grenzschutzgruppe 6 des Bundesgrenzschutzes aufgestellte Panzeraufklärungsbataillon 5 wurde zunächst nach Hemer verlegt. Ende 1956 kam das Bataillon dann nach Fritzlar. Dort wurde es ab dem 1. April 1957 der 5. Panzerdivision unterstellt. Erst am 14. Dezember 1962 bezog das Panzeraufklärungsbataillon 5 schließlich die neu errichtete Kaserne in Sontra. Die Ausbildungskompanie 8/5 war in den 1960er und 1970er Jahren hier ebenfalls stationiert.
1966 erfolgte auf Vorschlag des Bürgermeisters der Stadt Sontra die Verleihung des Namens „Husaren-Kaserne“ für den Bundeswehrstandort durch den damaligen Bundesminister der Verteidigung Kai-Uwe von Hassel.
Die am 1. April 1959 aus der 3. Kompanie des Panzerjägerbataillons 5 in Wetzlar aufgestellte Panzerjägerkompanie 130, die der Panzergrenadierbrigade 13 unterstellt war, wurde 1968 in die Husaren-Kaserne nach Sontra verlegt.
Mit der Heeresstruktur 4 gaben die Panzergrenadierbrigade 13, die Panzerbrigade 34 und die Panzerbrigade 15 ihre Brigadespähzüge 13, 34 und 15 an das Panzeraufklärungsbataillon 5 ab. Sie wurden jeweils als IV. Zug in die Kompanien des Bataillons eingegliedert. Zudem war der Radarzug 5 dem Panzeraufklärungsbataillon 5 unterstellt. Dem Bataillon unterstand daneben die Panzeraufklärungsausbildungskompanie 3/5.
Die Fahrschulgruppe Sontra wurde zum 1. Januar 1986 aufgestellt und mit Bildung des Kraftausbildungszentrums in Hessisch Lichtenau Mitte 1994 aufgelöst.
Am 1. April 1993 wurde das Panzeraufklärungsbataillon 5 zum leichten Korpsaufklärungsbataillon umgegliedert.
Aus der 5. Kompanie des Panzeraufklärungsbataillons 5 wurde am 1. Oktober 1993 die Panzeraufklärungskompanie 140 wieder neu aufgestellt, blieb allerdings dem Panzeraufklärungsbataillon 5 unterstellt.
Im Rahmen der Neugliederung des Heeres der Bundeswehr („Heeresstruktur 5“) wurde zum 1. April 1993 die Panzerjägerkompanie 130 in Sontra der Panzergrenadierbrigade 5 unterstellt. Die Auflösung der Kompanie erfolgte schließlich mit Wirkung zum 30. September 1996.
Zum 1. Juli 2001 wurde mit der Auflösung der 5. Panzerdivision das Panzeraufklärungsbataillon 5 der 7. Panzerdivision unterstellt.
Die am 1. April 1993 in Augustdorf aus der 4. Kompanie des Panzeraufklärungsbataillons 7 gebildete Panzeraufklärungskompanie 210 wurde im Jahre 2003 gemeinsam mit der Brigadeaufklärungskompanie der Panzerbrigade 21 nach Sontra in die Husaren-Kaserne verlegt und dem Panzeraufklärungsbataillon 5 unterstellt. Zudem wurde der Feldnachrichtenzug 7 in Sontra aufgestellt.
Bedingt durch Auflösung der 7. Panzerdivision und die geplante Standortschließung in Sontra wurde am 1. Juli 2006 das Panzeraufklärungsbataillon 5 der Gebirgsjägerbrigade 23 unterstellt.
Die Panzeraufklärungskompanie 210 wurde 2006 aus dem Verband des Panzeraufklärungsbataillons 5 wieder herausgelöst, in die Aufklärungskompanie 210 umgegliedert und nach Augustdorf bei Bielefeld zurück verlegt.
Die Panzeraufklärungskompanie 140 wurde Ende 2006 aufgelöst.
Ab August 2007 werden Teile des Panzeraufklärungsbataillons 5 zur Aufstellung des Gebirgsaufklärungsbataillons 230 in Füssen verwendet.
Der Abschiedsappell des Panzeraufklärungsbataillons 5 fand am 18. Dezember 2007 in Sontra statt. Die Einheit wurde zum 31. Dezember 2007 außer Dienst gestellt. Ende August 2008 wurde die Husaren-Kaserne endgültig geschlossen.
Die Schließung der Kaserne fand ein großes Echo in den Medien. Insbesondere wurden die damit verbundenen Herausforderungen für die betroffene Kommune in strukturschwachem Gebiet thematisiert.

## Konversion
Der Bund übertrug nach Aufgabe des Bundeswehrstandortes der Bundesanstalt für Immobilienaufgaben die Verwaltung und den Verkauf des Kasernengeländes. Zunächst bemühte sich der Zweckverband zur Interkommunalen Zusammenarbeit der Stadt Sontra sowie der Gemeinden Nentershausen und Herleshausen um den Erwerb des Standortes. 2011 wurde der Kauf durch die Verbandsversammlung aufgrund der hohen Kosten zunächst abgelehnt. Schließlich gelang 2012 doch noch die Veräußerung der Liegenschaften der Kaserne für 420.000 Euro an den Zweckverband. Von dem Kaufpreis wurden 72 Prozent durch das Landesprogramm „Stadtumbau Hessen“ getragen. Im selben Jahr wurde eine Teilfläche als Sondergebiet Solar für die Errichtung von Solaranlagen durch Bebauungsplan ausgewiesen.
2012 wurde das Kaufgesuch eines Logistikunternehmens aus der Automobilbranche durch den Zweckverband abgelehnt, da er nur wenig neue Arbeitsplätze mit sich brächte. Es würde vielmehr eine kleinteiligere Vermarktung des Geländes angestrebt. Eine Vermietung an den Logistikbetrieb fand hingegen statt.
Seit 2014 liegt der Entwurf eines Bebauungsplans Nr. 3 „Husarenkaserne“ vor, der vom Zweckverband in Auftrag gegeben wurde. Er sieht die Schaffung eines Gewerbe- und eines Industriegebietes vor.
Ende 2014 waren die Arbeiten an der Infrastruktur des neuen „Gewerbegebietes Husarenpark“ abgeschlossen. Der Zweckverband hatte insgesamt 1,87 Millionen für Sanierung und Umbau investiert. 50 Prozent der Kosten für die Erschließung wurden aus Fördermitteln des Strukturfonds der Europäischen Union und des Landes Hessen finanziert. Die neue Bundesautobahn 44 wird nach ihrer Fertigstellung in einer Entfernung von 2,5 Kilometern an der ehemaligen Kaserne vorbeiführen.